# Закусочная на колёсах
«Закусочная на колёсах» (кит. 快餐車, англ. Wheels on Meals) — кинофильм в жанре комедийного боевика режиссёра Саммо Хуна, вышедший в 1984 году.

## Сюжет
Действие фильма разворачивается в Испании в 80-х годах XX века.
Два предприимчивых китайца — двоюродные братья Томас (Джеки Чан) и Дэвид (Юэнь Бяо) — работают в Барселоне в передвижном кафе, сделанном на базе микроавтобуса. Они зарабатывают на жизнь, торгуя едой и выпивкой на площадях.
Однажды они спасают от преследователей красивую девушку-воровку по имени Сильвия (Лола Форнер). Из сострадания они оставляют её на ночлег в своей квартире. Утром девушка исчезает, прихватив с собой все деньги братьев.
К ним обращается неудачливый частный детектив Моби (Саммо Хун), которому поручили разыскать Сильвию, однако братья отказываются ему помогать.
Отец Дэвида лечится в психбольнице, где знакомится с испанкой и собирается жениться на ней. Сильвия является её дочерью и пытается путём воровства заработать деньги на лечение. Узнав об этом, братья берут её в свой бизнес.
Когда дела вроде бы налаживаются, неизвестные головорезы (Бенни Уркидес и Кейт Витали) похищают Сильвию вместе с матерью. Чтобы спасти девушку, за которой Дэвид и Томас пытались ухаживать, они должны проникнуть в старинный замок испанского дворянина, где под охраной держат пленниц.
Выясняется, что вся заваруха из-за огромного наследства, которое завещано Сильвии. Трое китайцев проникают в замок и, пережив массу смешных и опасных приключений, освобождают пленниц.

## В ролях
- Джеки Чан — Томас
- Юань Бяо — Дэвид
- Саммо Хун — детектив Моби
- Лола Форнер — Сильвия
- Бенни Уркидес — бандит
- Кейт Витали — бандит
- Херб Эдельман — Мэтт
- Пол Чанг — эпизод
- Сау Люнг Блэки Ко — панк-мотоциклист
- Ампаро Морено — Сюзана
- Пепе Санчо – Монтане

## Награды и номинации
- 1984 — 4-я Гонконгская кинопремия
  - номинация «лучшая постановка боевых сцен»

## Факты
- Во время проникновения во дворец главных героев, они упоминают Джеймса Бонда, а  после упоминается "Проект А" - фильм 1983 года с участием этих же актёров
- Основной спонсор фильма — Mitsubishi Motors (в фильме достаточно часто встречаются логотип компании, а в эпизоде с аварией женщина-водитель подчеркивает крепость автомобиля)
- Актриса Лола Форнер, обладательница титула «Мисс Испания» 1979 года, приглашённая на главную женскую роль, позже сыграла с Джеки Чаном в фильме «Доспехи бога»
- Это первый из трёх фильмов, где Джеки Чан сыграл с экс-чемпионом по кикбоксингу Бенни Уркидесом (второй фильм — «Драконы навсегда», третий «Меч Дракона»)

### Подробности съёмок
- Трюки на скейтборде исполнял не Джеки Чан, а его дублёр — неизвестный парень из его каскадёрской команды.
- В финальном поединке Джеки Чана с Бенни Уркидесом последний сделал один из ударов ногой настолько резко, что от вызванного этим ударом ветерка задуло несколько стоявших поблизости свечей. Эпизод вошёл в фильм без купюр.
- Во время финального поединка Бенни Уркидес наносил удары по-настоящему, то есть бил контактно, чем необычайно расстроил Джеки Чана. Это объясняется тем, что у Уркидеза было мало опыта съёмок в кино, так как он привык выступать на ринге.
- В поединках на шпагах роль графа исполняет Юань Бяо.

### География съёмок
- Фильм снимался в Барселоне. Титры проходят на фоне Собора Гауди. На одной из его верхних площадок происходит действие сцены признания дворецкого о происхождении Сильвии.
- Сцену катания на скейтах снимали в парке Жоана Миро, рядом со статуей «Женщина и птица», установленной всего за год до съёмок фильма

### Прокатная судьба фильма
- «Закусочная на колёсах» стала самым кассовым фильмом 1984 года в Гонконге, собрав HK $21 000 000 в прокате.
- После успеха фильма в Гонконге, была выпущена альтернативная версия, предназначенная для США и Европы. Главное её отличие состоит в полностью изменённом музыкальном сопровождении, которое из громких азиатских мелодий было переделано под характерные испанские ритмы. Также была вырезана сцена, в которой Дэвид и Томас моют свой микроавтобус и вступают в перепалку с местным полицейским.
- В англоязычных странах фильм вышел под названием «Wheels on Meals» (дословно, «Колёсами по закусочной»), хотя правильнее было бы назвать «Meals on Wheels» (то есть «Закусочная на колёсах»). Это было сделано по требованию руководства кинокомпании Golden Harvest. Последние побоялись запускать в прокат фильм, начинающийся с буквы «M». Дело в том, что два предыдущих фильма кинокомпании начинались именно с литеры «M» («Megaforce» и «Menage A Trois») и полностью провалились в прокате.
- На основе фильма была выпущена компьютерная аркадная игра «Kung-Fu Master».